# IC 1116
IC 1116 је елиптична галаксија у сазвјежђу Змија која се налази на листи објеката дубоког неба у Индекс каталогу.
Деклинација објекта је + 8° 25' 26" а ректасцензија 15h 21m 55,2s. Привидна величина (магнитуда) објекта IC 1116 износи 13,3 а фотографска магнитуда 14,3. IC 1116 је још познат и под ознакама MCG 2-39-17, CGCG 77-85, DRCG 33-36, PGC 54848.